# Vereinsbank Victoria Bauspar
Die Vereinsbank Victoria Bauspar AG (VVB) war eine Bausparkasse mit Sitz in München.
Die VVB gehörte zu 70 Prozent Bayerische Hypo- und Vereinsbank Aktiengesellschaft und zu 30 Prozent Ergo Group. Sie wurde 1991 durch die Bayerische Vereinsbank, die Victoria AG und die D.A.S. gründet.
1999 erfolgte die Verschmelzung mit der 1928 gegründeten Heimstatt Bauspar.
Die VVB hatte 2007 eine Bilanzsumme von ca. 2,21 Milliarden Euro und ca. 465.000 Kunden, die von ca. 290 Mitarbeitern betreut wurden. Es wurden 512.130 Bausparverträge mit einer Bausparsumme von 10.694 Millionen Euro verwaltet.
Am 29. September 2009 wurde die Vereinsbank Victoria Bauspar AG auf die Wüstenrot Bausparkasse AG verschmolzen.
Am 5. Dezember 2022 wurde die einzige Bankleitzahl der VVB, 702 208 00, gelöscht.